# Jimmy Patrick Chase
Jimmy Patrick Chase (ur. 23 października 1990) – amerykański zapaśnik w stylu klasycznym. Brązowy medalista mistrzostw panamerykańskich w 2010. Piąty w MŚ juniorów w 2009 roku. Zawodnik Binghamton University.